# Госнелл, Кермит
Ке́рмит Ба́ррон Го́снелл (англ. Kermit Barron Gosnell, род. 9 февраля 1941) — американский аборционист, владелец и главный врач клиники «Женское медицинское общество» (англ. Women's Medical Society) в Западной Филадельфии, признанный виновным в убийстве трёх младенцев, а также в смерти пациентки.
В докладе суда присяжных по делу Госнелла отмечалось, что в его «доме ужасов» в течение нескольких лет были жестоким образом умерщвлены сотни новорождённых, в восьми случаях факт убийства подтверждался осязаемыми доказательствами. В докладе указывалось, что нарушение законов являлось неотъемлемой частью деятельности «Женского медицинского общества». В ходе следствия были выявлены серьёзные недостатки в работе чиновников системы здравоохранения Пенсильвании. Суд над доктором Госнеллом, несмотря на недостаточное освещение со стороны крупнейших СМИ, вызвал большой резонанс в обществе, Госнелл был назван в некоторых публикациях «самым массовым серийным убийцей Америки».

## Биография
Кермит Госнелл родился в афроамериканской семье, единственный ребёнок.
В 1959 году Госнелл окончил Центральную среднюю школу Филадельфии. Обучался в Дикинсон Колледже в Карлайле, бакалавр. В 1966 году получил медицинское образование в Медицинской школе Джефферсона.
С 60-х годов он является сторонником легальности абортов.
Госнелл был женат три раза, отец шестерых детей. Его последняя жена Перл Госнелл (англ. Pearl Gosnell) работала в его клинике.

## Медицинская практика
В 1972 году Госнелл открыл абортарий в Западной Филадельфии. В своём интервью газете «The Philadelphia Inquirer» он заявил: «Как врач я очень озабочен святостью жизни. Но именно по этой причине я предоставляю аборты женщинам, которые хотят их и нуждаются в них».
В том же году в рамках исследования абортов по экспериментальному методу Харви Кармана (англ. Harvey Karman) «Супер спираль» пятнадцать женщин во втором триместре беременности прибыли из Чикаго в Филадельфию, где доктор Госнелл производил аборты по этому методу. В течение двух дней, 13 и 14 мая, процесс снимала на камеру приглашённая Карманом телевизионная команда из Нью-Йорка. В результате об осложнениях после аборта сообщили девять женщин, трое из них — о тяжёлых. В прессе этот эксперимент был назван «резнёй в День матери».
В своей практике Госнелл специализировался в основном на представительницах малообеспеченных слоёв населения, национальных меньшинств, иммигрантов. Аборты совершались варварскими методами и в антисанитарной обстановке. За аборты в первом триместре пациентки платили $325, незаконный аборт на позднем сроке стоил 1600 — 3000 долларов. Белых женщин из пригородов Госнелл обеспечивал несколько лучшими условиями, полагая, что они могут с большей вероятностью подать на него в суд. По официальным данным, клиника ежегодно приносила Госнеллу прибыль в размере около $1,8 млн. При этом на него было подано 46 исков, в том числе за использование неквалифицированного персонала, антисанитарные условия и аборты на сроке позднее 24 недель, запрещённые законом в Пенсильвании.
К 2000 году клиника «Женское медицинское общество» приобрела в Филадельфии дурную репутацию, лечебные учреждения перестали направлять туда пациентов. Тогда Госнелл стал брать рефералов из других городов Пенсильвании, распространялась информация, что в его заведении совершают аборты «на любом этапе без учёта правовых ограничений». Кроме того, Госнелл раз в неделю абортировал в клинике в Уилмингтоне.

## Рейд ФБР и полиции
18 февраля 2010 года «Женское медицинское общество» была подвергнуто рейду ФБР и полиции штата, проведённому по результатам многомесячного расследования в связи с подозрением в незаконном назначении наркотиков. В ходе расследования также была выявлена информация об антисанитарных операциях, использовании неквалифицированного персонала и использовании мощных лекарств без надлежащего медицинского наблюдения и контроля, что повлекло смерть пациентки. В представленном докладе клиника была описана как «отвратительная, антисанитарная»: кровь и кошачьи фекалии на полу, запах мочи, пациентки в полубессознательном состоянии, укрытые окровавленными одеялами на грязных креслах; грязные и антисанитарные операционные, большое количество просроченных лекарств в инвентаре, ржавое и устаревшее оборудование, не стерилизованные должным образом инструменты. Фетальные останки хранились по всей клинике в беспорядке и в самых разных ёмкостях: в мешках, пакетах, картонных коробках; большой контейнер был наполнен только отделёнными ступнями плодов. До 20 % плодов были определены как абортированные на сроке позже 24 недель.
22 февраля того же года была приостановлена лицензия Госнелла на медицинскую практику.

## Судебный процесс
19 января 2011 года Госнелл был арестован. Ему было предъявлено обвинение в убийстве семи младенцев, которых он живыми извлёк из материнской утробы, а после умертвил, перекусив им позвоночник инструментом, называемом в клинике «ножницами», и смерти в 2009 году пациентки Карнамайи Монгар (англ. Karnamaya Mongar). В связи с этим делом были арестованы девять сотрудников абортария, в том числе Перл Госнелл. Их также обвинили в незаконных назначениях медикаментов.
Следствие установило, что в период с 2008 по 2010 год Госнелл выдавал поддельные рецепты на таблетки оксиконтин, оксикодон и другие.
Средства массовой информации осветили ряд эпизодов, выявленных в ходе расследования:
- В 1998 году обратившаяся в «Женское медицинское общество» 15-летняя Робин Рейд (англ. Robyn Reid) уже в клинике решила отказаться от аборта, о чём сообщила доктору Госнеллу. По её словам, он разозлился, сорвал с неё одежду, обездвижил и произвёл аборт против её воли, несколько раз повторив: «Я бы точно так же сделал со своей собственной дочерью». Девушка пришла в себя спустя 12 часов в доме своей родственницы[10].
- В 2000 году в больнице Пенсильванского университета умерла в результате кровотечения и заражения крови после неудачного аборта в клинике Госнелла 22-летняя Семика Шоу (англ. Semika Shaw). Страховщики Госнелла урегулировали иск с членами семьи Шоу за $900 000[11].
- В 2009 году в клинике Госнелла умерла 41-летняя беженка из Бутана Карнамайя Монгар, получившая во время аборта смертельную дозу внутривенной инъекции демерола. При попытках оживить её необходимые медикаменты не использовались, дефибриллятор не работал. Прибывших фельдшеров сотрудники абортария ввели в заблуждение относительно введённого препарата.

Адвокат Госнелла прокомментировал арест аборциониста как «целенаправленное, элитистское и расистское преследование врача, который ничего не сделал, а только отдавал бедным и народу Западной Филадельфии», обвинив власти в «линчевании».
В январе 2011 года был опубликован 281-страничный доклад суда присяжных, пришедшего к выводу, что клиника «Женское медицинское общество» была коррумпированной организацией, чья деятельность основывалась на преднамеренном использовании «фиктивных» врачей, фальсификации записей, грубо непрофессиональных процедур с вопиющим пренебрежением человеческими жизнями и законами об абортах. В докладе отмечались:
- Крайне антисанитарные условия, приводящие к случаям заражения венерическими заболеваниями и сепсису; всепроникающие нестерильные состояния; запачканные кровью материалы и инструменты; загрязнение помещений фекалиями, мочой и другими вредными жидкостями и отходами; фетальные останки месячной давности в пакетах, банках, коробках.
- Отсутствие лицензии на проведение акушерских и гинекологических процедур; неквалифицированный, нелицензированный и неконтролируемый персонал; многократное использование одноразовых инструментов и неисправное оборудование для спасения жизни и мониторинга; хирургическая халатность, повлекшая тяжёлые последствия, включая перфорацию органов тела и смерть, по крайней мере, в двух случаях.
- Умышленное несоблюдение законов, направленных на защиту уязвимых женщин, в том числе неисполнение требований в отношении обязательного консультирования, согласия на аборт родителей несовершеннолетних, обязательного 24-часового периода ожидания перед абортом; подделка документации, уничтожение записей и ложные показания в отношении смерти Монгар, опровергнутые в судебном порядке.
- Регулярное убийство жизнеспособных младенцев на третьем триместре беременности, называемое «обеспечением гибели плода» и исчисляемое сотнями случаев (в большинстве не идентифицируемых, но в нескольких эпизодах подтверждённых доказательствами: в частности, был упомянут мальчик 6 фунтов весом, «удалённый» на 30-й неделе беременности)[1].

В своём февральском интервью телевизионному каналу «Fox 29» Госнелл заявил: «Я ожидаю, что меня оправдают. Моя работа для общества имеет ценность». Он также сообщил, что получает письма в свою поддержку.
Адвокат Госнелла настаивал на том, что его клиент не убивал младенцев, так как он вводил в организм пациенток препарат, вызывающий остановку сердца плода, и к моменту извлечения из утробы тот был уже мёртв. Однако это заявление было опровергнуто показаниями других обвиняемых, рассказавших, что при появлении на свет младенцы двигались, дышали, издавали звуки. Бывший сотрудник клиники Стивен Мэссоф (англ. Steven Massof) свидетельствовал, что видел около ста уже родившихся детей, которым Госнелл часто просто ломал позвоночник, чтобы умертвить их.
Сотрудница клиники Шерри Уэст (англ. Sherry West) показала, что посещала помещение, где лежали зародыши, и один из них, достигавший в длину более 45 сантиметров, визжал. Медсестра Линда Уильямс (англ. Lynda Williams) заявила, что была свидетелем того, как извлечённый из утробы ребёнок самостоятельно дышал и двигался, но доктор Госнелл перерезал ему позвоночник в области шеи.
Четыре сотрудника клиники, в том числе Перл Госнелл, сознались в совершении убийств, ещё четверо — в других правонарушениях. Большинство из них дали показания против Госнелла.
13 мая 2013 года присяжные признали Кермита Госнелла виновным в трёх убийствах первой степени, убийстве третьей степени, незаконных абортах и других преступлениях. Желая избежать грозившей ему смертной казни, подсудимый заключил сделку с прокуратурой, отказавшись от права подать апелляцию. 15 мая Госнелл был приговорён к трём срокам пожизненного заключения.

## Реакция в обществе
В докладе суда присяжных и заявлении окружного прокурора Филадельфии клиника Госнелла была названа «домом ужасов». Мэр города Майкл Наттер (англ. Michael Nutter) заявил: «Я думаю, совершенно ясно, что, если эти утверждения верны, у нас было чудовище, живущее среди нас».
В ходе следствия было установлено, что государственные чиновники не проверяли клинику Госнелла с 1993 года. Также выяснилось, что ни один из 22 абортариев Пенсильвании не проверялся в течение 15 лет. Проверки (кроме тех, которые были вызваны жалобами) прекратились при губернаторе Томе Ридже, так как они воспринимались как препятствия для женщин, обращающихся за услугами по прерыванию беременности. Губернатор Том Корбетт передал через своего представителя, что он «был потрясён бездействием со стороны Департамента здравоохранения и Государственного департамента», осуществлявшими надзор за клиниками, и в феврале 2011 года уволил нескольких высокопоставленных чиновников из обоих ведомств.
Арест Госнелла и судебное разбирательство по его делу обострили в американском обществе полемику вокруг проблемы абортов.
Суд над аборционистом вызвал взрыв активности противников абортов в Твиттере в апреле 2013 года, когда в течение двух дней были отправлены сотни тысяч твитов, связанных с именем Госнелла. В большинстве СМИ процесс не получал достаточного освещения, после чего группа из 72 конгрессменов обратилась с письмом в крупнейшие вещательные компании ABC, NBC и CBS, обвинив их в «вопиющей предвзятости», позволяющей коррумпированной абортной индустрии «делать прибыль на безвинных женщинах и детях».

## В кинематографе и литературе
В ноябре 2015 года режиссёр Дэвид Альтрогге (англ. David Altrogge) выпустил документальный фильм о докторе Госнелле и его клинике «3801 Ланкастер: Американская трагедия» (англ. 3801 Lancaster: American Tragedy), показанный CNN, Fox News и BBC. По словам режиссёра, он попытался своим фильмом задать вопрос: «Это Госнелл злодей или Пенсильванский департамент здравоохранения и государство?»
В начале 2014 года работающие в США ирландские кинематографисты Энн Мак-Элхинни (англ. Ann McElhinney) и Фелим Мак-Алир (англ. Phelim McAleer) начали сбор денег на производство криминальной драмы «Госнелл: Самый большой серийный убийца Америки» (англ. Gosnell: America's Biggest Serial Killer) через краудфандинговый сайт Indiegogo. Уже в течение первых двух недель фильм собрал $2,1 млн, став одним из самых финансируемых проектов в истории краудфандинга. В качестве режиссёра картины выступил Ник Сирси, на роль Кермита Госнелла был приглашён актёр Эрл Биллингс (англ. Earl Billings). Съёмки фильма начались в декабре 2015 года.
Кроме того, Мак-Элхинни и Мак-Алир написали книгу «Госнелл: Нерасказанная история самого массового серийного убийцы Америки» (англ. Gosnell: The Untold Story of America's Most Prolific Serial Killer), вышедшую в свет в январе 2017 года и ставшую бестселлером. В своём интервью Мак-Элхинни заявила, что Госнелл «намного хуже психопата, он — жадный оппортунист, который нашёл выгоду в абортной индустрии», и что он не отщепенец, каким пытаются представить его сторонники абортов: «Многие и многие люди были в курсе. Существует определённая сеть покровительства абортной индустрии».
В 2018 году вышел фильм Ника Сёрси «Gosnell: The Trial of America's Biggest Serial Killer».